# Scopula characteristica
Scopula characteristica är en fjärilsart som beskrevs av Alphéraky 1882. Scopula characteristica ingår i släktet Scopula och familjen mätare. Inga underarter finns listade.